# Peter Pedal
Denne side handler om børnebøgerne om Peter Pedal. For tegnefilmen om denne figur, se Peter Pedal (film).
Aben Peter Pedal, alternativt Peter Nysgerrig eller Georg Nysgerrig (eng. Curious George) er hovedpersonen i en række billedbøger af det tyske kunstnerpar H. A. Rey og Margaret Rey. Den første bog hed Curious George og blev udgivet i New York i 1941. Det plejede at være H. A Rey, der stod for de færdige illustrationer, mens Margaret stod for teksten.
Bøgerne handler om den nysgerrige abe Peter Pedal, der bliver flyttet fra sit hjem i Afrika af "Manden med den gule hat", for at bo sammen med ham i storbyen.

## Bøger om Peter Pedal

### Engelske originaltitler og udgivelsesår
- 1941: Curious George
- 1947: Curious George Takes a Job
- 1952: Curious George Rides a Bike
- 1957: Curious George Gets a Medal
- 1958: Curious George Flies a Kite
- 1963: Curious George Learns the Alphabet
- 1966: Curious George Goes to the Hospital

Peter Pedal hedder Curious George på engelsk, Nicke Nyfiken på svensk og Nysgjerrige Nils på norsk. Fra 1980'erne er der udgivet en lang række nye titler med de samme figurer og i den samme stil som de oprindelige.

## Spillefilmen
4. august 2006 havde den amerikanske animationfilm Peter Pedal dansk biografpremiere. Filmen blev instrueret af Matthew O'Callaghan (Louie og company) og filmselskabet er Universal Pictures. Filmen varer 1 time og 24 minutter og er i Danmark tilladt for alle.
Filmmusikken er skrevet og sunget af Jack Johnson.